# Liste des évêques de Mzuzu
Cette page présente la liste des évêques de Mzuzu au Malawi.
La préfecture apostolique du Nyassa septentrional est créée le 8 mai 1947 par détachement du vicariat apostolique du Nyassa.
Elle est érigée en diocèse et change de dénomination le 17 janvier 1961 pour devenir le diocèse de Mzuzu (en) 
(Dioecesis Mzuzuensis).

## Sont préfets apostoliques
- 13 juin 1947-† ? 1957 : Marcello Saint-Denis, préfet apostolique du Nyassa septentrional.
- 3 janvier 1958-17 janvier 1961 : Jean-Louis Jobidon, préfet apostolique du Nyassa septentrional.

## Sont évêques
- 17 janvier 1961-1er octobre 1987 : Jean-Louis Jobidon, promu évêque de Mzuzu.
- 1er octobre 1987-3 mars 1995 : siège vacant
- 3 mars 1995-15 janvier 2015 : Joseph Mukasa Zuza
- depuis le 25 avril 2016: John Alphonsus Ryan, S.P.S

## Sources
- Fiche du diocèse sur le site catholic-hierarchy.org.